# 클라우스 마이네
클라우스 마이네(Klaus Meine, 1948년 5월 25일 ~ )는 독일의 가수이자 작사가이다.
1969년 솔로 가수로 첫 데뷔하였고 1972년 헤비 메틀 록 음악 밴드 스콜피온스의 보컬리스트로 정식 데뷔하였다.
그는 보통적으로 대한민국 국내에서는 《Holiday》라는 노래 작품이 대중적으로 히트한 독일 헤비 메틀 록 음악 밴드 스콜피온스의 보컬리스트로 널리 잘 알려져 있다.